# Dérbi da Madeira
O Dérbi da Madeira é o nome dado às partidas de futebol disputadas entre os três principais clubes da cidade do Funchal na Ilha da Madeira: o Club Sport Marítimo, o Clube Desportivo Nacional e o Clube de Futebol União. Esta rivalidade futebolística tem raízes profundas na cultura local, refletindo-se em confrontos intensos e apaixonados que mobilizam comunidades inteiras.

## História da Rivalidade

### Caracterização Social
A origem sociológica do Dérbi da Madeira remonta ao início do século XX, quando o futebol se consolidou como um dos principais meios de expressão identitária na ilha. A fundação dos três principais clubes madeirenses — o Club Sport Marítimo, o Clube Desportivo Nacional e o Clube de Futebol União — refletiu as distintas comunidades e valores da região. O Marítimo, com forte ligação às classes trabalhadoras, marítimas e ao movimento republicano, tornou-se o clube mais vitorioso da Madeira, enquanto o Nacional representava os setores mais burgueses e comerciais da sociedade madeirense e o União da Madeira, com base de adeptos nas zonas mais altas do Funchal, reforçava a diversidade cultural da região.
Essa diversidade sociocultural foi fundamental para a formação da rivalidade entre os clubes, que transcendeu o desporto e se tornou um reflexo das tensões sociais e culturais da ilha. Os confrontos entre essas equipas eram mais do que simples jogos de futebol; eram manifestações de identidade coletiva, orgulho local e afirmação de pertencimento a uma comunidade específica.

### História dos Clubes
O Club Sport Marítimo, fundado a 20 de setembro de 1910, é conhecido pelas suas cores verde e vermelho, associadas ao movimento republicano. Desde cedo, destacou-se como o clube das classes trabalhadoras e marítimas, conquistando o primeiro campeonato regional oficial da Madeira em 1916/17 e tornando-se o primeiro representante insular a participar no Campeonato de Portugal em 1923. A sua maior glória foi alcançada na época de 1925/26, ao vencer o título de campeão de Portugal, após derrotar o Belenenses por 2-0.
O Clube Desportivo Nacional, fundado a 8 de dezembro de 1910, tem uma história rica e uma forte ligação à comunidade madeirense. Inicialmente, destacou-se nas competições regionais e foi responsável pela construção do primeiro estádio do arquipélago, o Estádio dos Barreiros, inaugurado em 1927. A sua estreia na Primeira Divisão Nacional ocorreu na época 1988/89, consolidando-se como uma das principais equipas madeirenses. O clube é conhecido por ter formado jogadores de renome, como Cristiano Ronaldo, e por manter uma forte ligação à comunidade, sendo um símbolo de orgulho para os seus adeptos.
O Clube de Futebol União, fundado a 1 de novembro de 1913, também conhecido como União da Madeira, foi uma das principais coletividades desportivas da ilha. Com uma base de adeptos nas zonas mais altas do Funchal, o clube representava uma comunidade distinta, reforçando a diversidade cultural da região. Teve várias participações na Primeira Divisão Nacional, destacando-se nas épocas de 1989/90, 1993/94, 1994/95 e 2015/16. Apesar das dificuldades financeiras que levaram à sua extinção em 2021, o clube deixou um legado importante no futebol madeirense, sendo condecorado com várias medalhas de mérito desportivo e social.

### Afirmação Nacional
A presença simultânea dos três clubes na Primeira Divisão Portuguesa foi um marco histórico para o futebol da Madeira. Esta situação ocorreu em duas ocasiões: na época 1989/90 e 1990/91 e mais tarde na época 2015/16. Durante esses períodos, os três clubes madeirenses coexistiram no escalão principal, representando a região no mais alto nível do futebol nacional.
Todavia, ao longo dos anos, o Marítimo tem mantido um domínio histórico sobre o Nacional e o União, tanto em número de vitórias e títulos, quer regionais quer nacionais, como em presenças na Primeira Liga e participações europeias. No entanto, o Nacional também tem uma trajetória significativa no futebol português tendo alcançado feitos notáveis, incluindo várias presenças na Primeira Liga e participações em competições europeias. O União, apesar de ter sido extinto em 2021, deixou uma marca indelével na história do futebol madeirense com algumas participações na Primeira Liga.

### Projeto "Clube Único"
O projeto "Marítimo Nacional União da Madeira FC" foi uma iniciativa proposta em 1997 pelo então presidente do Governo Regional, Alberto João Jardim, com o objetivo de fundir os três principais clubes de futebol da ilha numa única entidade desportiva. A nova sociedade desportiva pretendia-se chamar "Marítimo Nacional União da Madeira Futebol Clube, SA", visando unir as forças do futebol madeirense sob uma gestão centralizada pelo Governo Regional.
Apesar do apoio inicial dos presidentes dos três clubes, o projeto enfrentou forte oposição por parte dos sócios, especialmente do Marítimo, que valorizavam profundamente as identidades e tradições individuais de cada agremiação. A proposta foi vista como uma ameaça à diversidade cultural e à rivalidade saudável que caracterizava o futebol na Madeira. Consequentemente, o plano de fusão não avançou e acabou por ser abandonado, permanecendo apenas como uma ideia que nunca se concretizou.

### Decadência Insular
Após tentativa falhada da união dos três maiores clubes madeirenses, o Governo Regional teve a iniciativa, inspirada no modelo existente nos Açores, de criar a Série Madeira que visa estabelecer uma zona específica para os clubes madeirenses na III Divisão, permitindo-lhes competir entre si e reduzir os custos associados às deslocações ao continente. O objetivo principal é centrar a aposta na qualidade em detrimento da quantidade, promovendo uma estrutura mais sustentável para os clubes da região. Todavia, o Governo Regional avançou com cortes nos apoios diretos aos clubes e sociedades desportivas de forma sucessiva, até pela profissionalização a que o futebol foi sujeito terá ajudado no acumular de prejuízos pelas participações nas sociedades que detinha. Tudo isto contribuiu para o enfraquecimento e perda de representatividade do futebol madeirense.
Na temporada 2022/23, o pior cenário para o futebol madeirense concretizou-se com a descida do Club Sport Marítimo à Segunda Liga. Esta queda foi confirmada após um empate 2-2 frente ao Estrela da Amadora, que, somado ao resultado do jogo da primeira mão, resultou numa derrota nas grandes penalidades por 3-2, encerrando assim 38 anos consecutivos de presença na Primeira Liga desde a época 1985/86 e fica assim sem representantes da região autónoma da Madeira, mas também dos Açores com a descida do Santa Clara nesse mesmo ano. Este cenário histórico reflete uma mudança significativa no panorama do futebol português, com a elite do campeonato a contar exclusivamente com equipas do continente, deixando de lado a representação insular.

### Mediatismo do Derby
Com a extinção do União da Madeira em 2021, o Dérbi da Madeira passou a ser disputado somente entre o Marítimo e o Nacional. Esses confrontos entre os chamados "três grandes" madeirenses, além de serem eventos desportivos, representam momentos de afirmação identitária para as comunidades locais. Os jogos entre estas equipas são aguardados com grande expectativa, não apenas pelos adeptos, mas por todos os madeirenses, que veem nestes encontros uma celebração da sua cultura e paixão pelo futebol e por isso é constante as boas assistências entre eles.

## Histórico de Confrontos

### Globalmente
| Clube       | Jogos | V  | E  | D  | GM  | GS  | DG  | % V   |
| ----------- | ----- | -- | -- | -- | --- | --- | --- | ----- |
| CS Marítimo | 73    | 33 | 27 | 13 | 103 | 73  | 39  | 45.21 |
| CD Nacional | 81    | 21 | 30 | 30 | 92  | 108 | -16 | 25.93 |
| CF União    | 52    | 12 | 17 | 23 | 60  | 74  | -14 | 23.08 |

### CS Marítimo vs. CD Nacional
| Clube       | Jogos | V  | E  | D  | GM | GS | DG  | % V   |
| ----------- | ----- | -- | -- | -- | -- | -- | --- | ----- |
| CS Marítimo | 48    | 19 | 18 | 11 | 62 | 50 | +12 | 39.58 |
| CD Nacional | 48    | 11 | 18 | 19 | 50 | 62 | -12 | 22.92 |

| Liga Nacional | Liga Nacional | CS Marítimo vs CD Nacional | CS Marítimo vs CD Nacional | CS Marítimo vs CD Nacional | CS Marítimo vs CD Nacional | CD Nacional vs CS Marítimo | CD Nacional vs CS Marítimo | CD Nacional vs CS Marítimo | CD Nacional vs CS Marítimo |
| Época         | Divisão       | Data                       | Estádio                    | Resultado                  | Assistência                | Data                       | Estádio                    | Resultado                  | Assistência                |
| ------------- | ------------- | -------------------------- | -------------------------- | -------------------------- | -------------------------- | -------------------------- | -------------------------- | -------------------------- | -------------------------- |
| 1981–82       | II Divisão    | 21 Março 1982              | Estádio dos Barreiros      | 3 – 0                      | -                          | 18 Outubro 1981            | Estádio dos Barreiros      | 1 – 1                      | -                          |
| 1983–84       | II Divisão    | 18 Setembro 1983           | Estádio dos Barreiros      | 2 – 0                      | -                          | 5 Fevereiro 1984           | Estádio dos Barreiros      | 1 – 1                      | -                          |
| 1984–85       | II Divisão    | 5 Maio 1985                | Estádio dos Barreiros      | 2 – 1                      | -                          | 16 Dezembro 1984           | Estádio dos Barreiros      | 1 – 2                      | -                          |
| 1988–89       | Primeira Liga | 6 Novembro 1988            | Estádio dos Barreiros      | 0 – 0                      | 15,000                     | 25 Março 1989              | Estádio dos Barreiros      | 1 – 1                      | 11,000                     |
| 1989–90       | Primeira Liga | 13 Outubro 1989            | Estádio dos Barreiros      | 2 – 2                      | 10,000                     | 9 Fevereiro 1990           | Estádio dos Barreiros      | 0 – 0                      | 5,000                      |
| 1990–91       | Primeira Liga | 10 Março 1991              | Estádio dos Barreiros      | 1 – 0                      | 5,000                      | 04 Novembro 1990           | Estádio dos Barreiros      | 0 – 0                      | 12,000                     |
| 2002–03       | Primeira Liga | 1 Fevereiro 2003           | Estádio dos Barreiros      | 2 – 3                      | 10,000                     | 14 Setembro 2002           | Estádio da Madeira         | 0 – 0                      | 4,000                      |
| 2003–04       | Primeira Liga | 18 Abril 2004              | Estádio dos Barreiros      | 2 – 0                      | -                          | 13 Dezembro 2003           | Estádio da Madeira         | 0 – 1                      | -                          |
| 2004–05       | Primeira Liga | 07 Abril 2005              | Estádio dos Barreiros      | 2 – 1                      | 5,000                      | 18 Novembro 2004           | Estádio da Madeira         | 1 – 1                      | 2,000                      |
| 2005–06       | Primeira Liga | 15 Abril 2006              | Estádio dos Barreiros      | 2 – 0                      | 10,000                     | 9 Dezembro 2005            | Estádio da Madeira         | 2 – 1                      | 2,000                      |
| 2006–07       | Primeira Liga | 26 Agosto 2006             | Estádio dos Barreiros      | 1 – 0                      | 8,000                      | 29 Janeiro 2007            | Estádio da Madeira         | 3 – 2                      | 2,000                      |
| 2007–08       | Primeira Liga | 16 Abril 2008              | Estádio dos Barreiros      | 1 – 0                      | 4,000                      | 12 Novembro 2007           | Estádio da Madeira         | 0 – 2                      | 2,250                      |
| 2008–09       | Primeira Liga | 3 Novembro 2008            | Estádio dos Barreiros      | 4 – 2                      | 6,057                      | 16 Março 2009              | Estádio da Madeira         | 1 – 1                      | 3,294                      |
| 2009–10       | Primeira Liga | 19 Fevereiro 2010          | Estádio dos Barreiros      | 1 – 1                      | 4,200                      | 20 Setembro 2009           | Estádio da Madeira         | 2 – 1                      | 2,557                      |
| 2010–11       | Primeira Liga | 8 Abril 2011               | Estádio dos Barreiros      | 1 – 1                      | 4,200                      | 12 Novembro 2010           | Estádio da Madeira         | 0 – 0                      | 3,000                      |
| 2011–12       | Primeira Liga | 07 Abril 2012              | Estádio dos Barreiros      | 2 – 4                      | 4,233                      | 26 Novembro 2011           | Estádio da Madeira         | 2 – 2                      | 3,000                      |
| 2012–13       | Primeira Liga | 9 Dezembro 2012            | Estádio dos Barreiros      | 2 – 0                      | 4,203                      | 21 Abril 2013              | Estádio da Madeira         | 2 – 1                      | 3,791                      |
| 2013–14       | Primeira Liga | 8 Dezembro 2013            | Estádio dos Barreiros      | 2 – 2                      | 7,075                      | 12 Abril 2014              | Estádio da Madeira         | 2 – 0                      | 2,467                      |
| 2014–15       | Primeira Liga | 20 Abril 2015              | Estádio dos Barreiros      | 1 – 1                      | 6,822                      | 8 Dezembro 2014            | Estádio da Madeira         | 3 – 0                      | 2,862                      |
| 2015–16       | Primeira Liga | 2 Abril 2016               | Estádio dos Barreiros      | 2 – 0                      | 7,098                      | 29 Novembro 2015           | Estádio da Madeira         | 3 – 1                      | 3,927                      |
| 2016–17       | Primeira Liga | 20 Fevereiro 2017          | Estádio dos Barreiros      | 0 – 0                      | 10,357                     | 16 Setembro 2016           | Estádio da Madeira         | 2 – 0                      | 2,776                      |
| 2018–19       | Primeira Liga | 31 Março 2019              | Estádio do Marítimo        | 3 – 2                      | 8,972                      | 10 Novembro 2018           | Estádio da Madeira         | 1 – 0                      | 2,981                      |
| 2020–21       | Primeira Liga | 31 Outubro 2020            | Estádio do Marítimo        | 0 – 0                      | 0                          | 14 Março 2021              | Estádio da Madeira         | 1 – 2                      | 0                          |
| 2023–24       | Segunda Liga  | 21 Janeiro 2024            | Estádio do Marítimo        | 3 – 1                      | 10,385                     | 12 Agosto 2023             | Estádio da Madeira         | 1 – 2                      | 4,293                      |

| Taça de Portugal | Taça de Portugal | Data             | Estádio                | Equipa da casa | Resultado       | Equipa visitante | Assistência |
| Época            | Ronda            | Data             | Estádio                | Equipa da casa | Resultado       | Equipa visitante | Assistência |
| ---------------- | ---------------- | ---------------- | ---------------------- | -------------- | --------------- | ---------------- | ----------- |
| 1981–82          | 1/32 Final       | 10 Janeiro 1982  | Estádio do Marítimo    | Marítimo       | 2 – 1           | Nacional         | -           |
| 2002–03          | 1/32 Final       | 23 Novembro 2002 | Estádio Eng. Rui Alves | Nacional       | 1 – 1 (5 – 4 p) | Marítimo         | -           |
| 2014–15          | 1/4 Final        | 8 Janeiro 2015   | Estádio do Marítimo    | Marítimo       | 1 – 1 (5 – 6 p) | Nacional         | 6,581       |

### CS Marítimo vs. CF União
| Clube       | Jogos | V | E | D | GM | GS | DG  | % V   |
| ----------- | ----- | - | - | - | -- | -- | --- | ----- |
| CS Maritimo | 18    | 9 | 7 | 2 | 25 | 14 | 11  | 50.00 |
| CF União    | 18    | 2 | 7 | 9 | 14 | 25 | -11 | 11.11 |

| Liga Nacional | Liga Nacional | CS Marítimo vs CF União | CS Marítimo vs CF União | CS Marítimo vs CF União | CS Marítimo vs CF União | CF União vs CS Marítimo | CF União vs CS Marítimo | CF União vs CS Marítimo | CF União vs CS Marítimo |
| Época         | Divisão       | Data                    | Estádio                 | Resultado               | Assistência             | Data                    | Estádio                 | Resultado               | Assistência             |
| ------------- | ------------- | ----------------------- | ----------------------- | ----------------------- | ----------------------- | ----------------------- | ----------------------- | ----------------------- | ----------------------- |
| 1981–82       | II Divisão    | 7 Fevereiro 1982        | Estádio dos Barreiros   | 3 – 0                   | -                       | 15 Setembro 1981        | Estádio dos Barreiros   | 0 – 1                   | -                       |
| 1983–84       | II Divisão    | 11 Dezembro 1983        | Estádio dos Barreiros   | 1 – 1                   | -                       | 15 Abril 1984           | Estádio dos Barreiros   | 0 – 0                   | -                       |
| 1984–85       | II Divisão    | 16 Setembro 1984        | Estádio dos Barreiros   | 3 – 1                   | -                       | 27 Janeiro 1985         | Estádio dos Barreiros   | 0 – 1                   | -                       |
| 1989–90       | Primeira Liga | 13 Maio 1990            | Estádio dos Barreiros   | 1 – 0                   | 12,000                  | 14 Janeiro 1990         | Estádio dos Barreiros   | 0 – 0                   | 7,000                   |
| 1990–91       | Primeira Liga | 28 Outubro 1990         | Estádio dos Barreiros   | 2 – 1                   | 8,000                   | 24 Março 1991           | Estádio dos Barreiros   | 1 – 1                   | 7,000                   |
| 1991–92       | Primeira Liga | 15 Março 1992           | Estádio dos Barreiros   | 3 – 1                   | 13,000                  | 27 Outubro 1991         | Estádio dos Barreiros   | 1 – 1                   | 3,000                   |
| 1993–94       | Primeira Liga | 9 Janeiro 1994          | Estádio dos Barreiros   | 3 – 2                   | 10,000                  | 25 Maio 1994            | Estádio dos Barreiros   | 1 – 1                   | 10,000                  |
| 1994–95       | Primeira Liga | 08 Janeiro 1995         | Estádio dos Barreiros   | 1 – 0                   | 10,000                  | 21 Maio 1995            | Estádio dos Barreiros   | 2 – 2                   | 4,000                   |
| 2015–16       | Primeira Liga | 17 Janeiro 2016         | Estádio dos Barreiros   | 0 – 1                   | 6,937                   | 16 Agosto 2015          | Estádio do C.D.M.       | 2 – 1                   | 2,500                   |

| Taça da Liga | Taça da Liga                    | Data             | Estádio             | Equipa da casa | Resultado | Equipa visitante | Assistência |
| Época        | Ronda                           | Data             | Estádio             | Equipa da casa | Resultado | Equipa visitante | Assistência |
| ------------ | ------------------------------- | ---------------- | ------------------- | -------------- | --------- | ---------------- | ----------- |
| 2011–12      | Segunda Ronda                   | 8 Outubro 2011   | Estádio do Marítimo | União          | 2 – 3     | Marítimo         | 1,112       |
| 2011–12      | Segunda Ronda                   | 12 Novembro 2011 | Estádio do Marítimo | Marítimo       | 2 – 0     | União            | 1,832       |
| 2016–17      | Segunda Ronda                   | 26 Outubro 2016  | Estádio do Marítimo | Marítimo       | 3 – 1     | União            | 3,669       |
| 2017–18      | Terceira Ronda (Fase de Grupos) | 29 Dezembro 2017 | Estádio do Marítimo | Marítimo       | 3 – 2     | União            | 4,581       |

### CD Nacional vs. CF União
| Clube       | Jogos | V  | E  | D  | GM | GS | DG | % V   |
| ----------- | ----- | -- | -- | -- | -- | -- | -- | ----- |
| CD Nacional | 30    | 10 | 10 | 10 | 38 | 41 | -3 | 33.33 |
| CF União    | 30    | 10 | 10 | 10 | 41 | 38 | 3  | 33.33 |

| Liga Nacional | Liga Nacional         | CD Nacional vs CF União | CD Nacional vs CF União | CD Nacional vs CF União | CD Nacional vs CF União | CF União vs CD Nacional | CF União vs CD Nacional | CF União vs CD Nacional | CF União vs CD Nacional |
| Época         | Divisão               | Data                    | Estádio                 | Resultado               | Assistência             | Data                    | Estádio                 | Resultado               | Assistência             |
| ------------- | --------------------- | ----------------------- | ----------------------- | ----------------------- | ----------------------- | ----------------------- | ----------------------- | ----------------------- | ----------------------- |
| 1981–82       | II Divisão            | 27 Dezembro 81          | Estádio dos Barreiros   | 0 – 0                   | -                       | 9 Maio 82               | Estádio dos Barreiros   | 1 – 2                   | -                       |
| 1982–83       | II Divisão            | 19 Setembro 82          | Estádio dos Barreiros   | 4 – 3                   | -                       | 30 Janeiro 83           | Estádio dos Barreiros   | 1 – 1                   | -                       |
| 1983–84       | II Divisão            | 04 Março 1984           | Estádio dos Barreiros   | 4 – 3                   | -                       | 16 Outubro 1983         | Estádio dos Barreiros   | 3 – 2                   | -                       |
| 1984–85       | II Divisão            | 21 Outubro 1984         | Estádio dos Barreiros   | 1 – 3                   | -                       | 23 Março 1985           | Estádio dos Barreiros   | 3 – 1                   | -                       |
| 1985–86       | II Divisão            | 15 Setembro 1985        | Estádio dos Barreiros   | 2 – 2                   | -                       | 19 Janeiro 1986         | Estádio dos Barreiros   | 0 – 0                   | -                       |
| 1986–87       | II Divisão            | 15 Março 1987           | Estádio dos Barreiros   | 1 – 1                   | -                       | 26 Outubro 1986         | Estádio dos Barreiros   | 1 – 2                   | -                       |
| 1987–88       | II Divisão            | 1 Maio 1988             | Estádio dos Barreiros   | 1 – 4                   | -                       | 20 December 1987        | Estádio dos Barreiros   | 1 – 1                   | -                       |
| 1989–90       | Primeira Divisão      | 26 Novembro 1989        | Estádio dos Barreiros   | 0 – 0                   | 8,000                   | 7 April 1990            | Estádio dos Barreiros   | 3 – 2                   | 3,000                   |
| 1990–91       | Primeira Divisão      | 26 Maio 1991            | Estádio dos Barreiros   | 1 – 2                   | 7,000                   | 30 Dezembro 1990        | Estádio dos Barreiros   | 1 – 0                   | 4,000                   |
| 1992–93       | Segunda Divisão Honra | 17 Outubro 1992         | Estádio dos Barreiros   | 1 – 1                   | -                       | 13 Fevereiro 1993       | Estádio dos Barreiros   | 1 – 1                   | -                       |
| 1995–96       | Segunda Divisão Honra | 14 Janeiro 1996         | Estádio dos Barreiros   | 0 – 1                   | -                       | 20 Agosto 1995          | Estádio dos Barreiros   | 1 – 2                   | -                       |
| 1997–98       | Segunda Divisão Honra | 22 Março 1998           | Estádio dos Barreiros   | 3 – 0                   | -                       | 09 Novembro 1997        | Estádio dos Barreiros   | 1 – 0                   | -                       |
| 1999–00       | Segunda Divisão B     | 03 Março 2000           | Estádio da Madeira      | 1 – 0                   | -                       | 02 Outubro 1999         | Estádio dos Barreiros   | 0 – 0                   | -                       |
| 2015–16       | Primeira Liga         | 23 Agosto 2015          | Estádio da Madeira      | 1 – 0                   | 3,761                   | 23 Janeiro 2016         | Estádio do C.D.M.       | 3 – 0                   | 2,165                   |
| 2017–18       | Segunda Liga          | 25 Novembro 2017        | Estádio da Madeira      | 2 – 1                   | 1,746                   | 11 Abril 2018           | Estádio do C.D.M.       | 1 – 3                   | 2,489                   |

## Títulos dos Clubes

### Futebol Sénior
Listagem de competições oficiais comuns aos três clubes ao longo da história e o respectivo número de títulos conquistados por cada clube.
| Competições Nacionais              | CS Marítimo | CF União | CD Nacional |
| ---------------------------------- | ----------- | -------- | ----------- |
| Campeonato de Portugal             | 1           | -        | -           |
| I Divisão/I Liga                   | -           | -        | -           |
| Taça de Portugal                   | -           | -        | -           |
| Taça da Liga                       | -           | -        | -           |
| II Divisão/II Liga                 | 2           | 1        | 1           |
| III Divisão/Campeonato de Portugal | -           | 2        | 1           |
| Total Nacional                     | 3           | 3        | 2           |
| Competições Regionais              | CS Marítimo | CF União | CD Nacional |
| Campeonato da Madeira              | 35          | 17       | 8           |
| Taça da Madeira                    | 26          | 17       | 6           |
| Total Regional                     | 61          | 34       | 14          |
| Total Oficial                      | 64          | 37       | 16          |

Nota: Em 1990 a Segunda Divisão de Honra sucedeu à II Divisão e a III Divisão passou-se a chamar II Divisão B (a partir de 2013 Campeonato Nacional de Seniores)

### Futebol Jovem
Listagem de competições oficiais comuns aos três clubes ao longo da história e o respectivo número de títulos conquistados por cada clube.
| Competições Regionais                  | CS Marítimo | CD Nacional | CF União |
| -------------------------------------- | ----------- | ----------- | -------- |
| Campeonato da Madeira (Juniores)       | 37          | 10          | 5        |
| Taça da Madeira (Juniores)             | 6           | 13          | -        |
| Campeonato da Madeira (Juvenis)        | 34          | 16          | 2        |
| Taça da Madeira (Juvenis)              | 8           | 9           | 2        |
| Campeonato da Madeira (Iniciados)      | 18          | 14          | 2        |
| Taça da Madeira (Iniciados)            | 8           | 11          | 1        |
| Campeonato da Madeira de 11 (Infantis) | 8           | 10          | -        |
| Campeonato da Madeira de 7 (Infantis)  | 12          | 12          | -        |
| Total                                  | 131         | 95          | 12       |

NOTAS:
- Atualizado até 8 Julho 2021.
- O Clube de Futebol União nunca disputou as competições europeias.
- O Club Sport Marítimo nunca disputou a III Divisão/II Divisão B.